# Du côté des filles (association)
L'association européenne Du côté des filles a été fondée en 1994 par l'éditrice et auteure italienne Adela Turin, à la suite d'une réunion de l'IBBY à Séville. La conférence d'Adela Turin sur le sexisme dans la littérature jeunesse y suscite des réactions de dénégation et d'agressivité de la part du public. Elle souhaite alors faire reconnaître la légitimité de ce thème par le biais d'études chiffrées.
Elle sensibilise au sexisme présent dans la littérature pour enfants et dans le matériel éducatif, à travers des études et des formations, à destination des parents, des maisons d'édition, des auteurs et des pouvoirs publics. Elle vise à promouvoir des représentations non sexistes.
Elle a lancé, avec le soutien la Commission européenne, un programme de recherche appelé « Attention Album ! » qui a donné lieu notamment à une étude de la production d'albums pour enfants de 1994, et une enquête (1996-1997) auprès d'enfants, de parents et d'enseignants visant à évaluer d'une part les représentations que se font les enfants des images présentes dans les livres, et d'autre part la conscience qu'ont les adultes du sexisme dans les albums pour enfants.

## Étude de la production d'albums pour enfants de 1994
Cette étude, intitulée "Quels modèles pour les filles ? Une recherche sur les albums illustrés", porte sur 537 albums de fiction illustrés parus en 1994, majoritairement français et belges. Elle montre que les albums pour enfants présentent « la vision d'un univers masculin, auquel se juxtapose un monde de relation mères/enfants ».
Ils véhiculent globalement des stéréotypes sexistes, qui confinent les femmes et les filles à la sphère privée et à des rôles passifs (elles apparaissent souvent rêveuses, à la fenêtre, dans l'attente), de second plan, tandis que les hommes et les garçons sont les protagonistes, occupent la sphère publique, ont des activités et un travail plus diversifiés et valorisés. « La hiérarchie que les albums transmettent aux enfants est essentiellement celle du travail. Travail “masculin” économiquement productif et/ou prestigieux, travail “féminin” gratuit, ancillaire, voire humiliant. »
Les attributs des deux sexes véhiculent à travers l’image un message sexiste : tablier pour la femme (cabas et poussette dans les scènes de rue), journal pour l’homme, qui se repose dans son fauteuil après sa journée de travail. Les femmes sont avant tout des mères et des ménagères. Elles n’ont pas de rôle sociaux ou politiques.
Les garçons, dans ces albums, reçoivent plus de soins que les filles, ils sont davantage encouragés et récompensés, tandis qu’on a plus d’exigences envers une fille : « on lui donne plus d'ordres, on lui pose plus fréquemment des interdits, on la punit plus souvent. »
Les auteures de l'étude en tirent la conclusion que les albums, présents à l’école et à la maison, véhiculent et font intégrer aux enfants des normes sociales conservatrices et sexistes : « Les conséquences de l'androcentrisme des livres est un manque de modèles auxquels les filles puissent s'identifier, puisque tout ce que la culture dominante valorise (l'art, la science, la technique, le pouvoir économique et politique...) est présenté avec des traits masculins, implicitement réservé aux garçons et donc donné comme contradictoire avec la sphère qui est réservée aux filles en raison de leur sexe : celle de la famille, de l'affectivité, de l'intérieur de la maison. Ainsi, les potentialités d'une grande partie des filles restent inexplorées et certaines, en réponse aux attentes et aux stimulations de la société, se conforment aux modèles qu'on leur a proposés à travers mille messages, dont les textes et les images, chargées de symboles, qui les ont occupées pendant la petite enfance. »
La chercheuse en psychologie Anne Dafflon Novelle a démontré depuis que ces analyses étaient toujours d'actualité.

## Enquête sur ce que voient les enfants dans les livres d'images
Une enquête menée en France, Espagne et Italie auprès de 50 enfants de 7 à 10 ans en 1996 et 1997 sur la manière dont ils perçoivent les images de ces albums, a montré à quel point ils avaient intériorisé les rôles « sexués »,. Quand un animal représente un personnage humain, les enfants l'identifient comme une femme s'il porte un tablier, comme un homme s'il tient un journal ou un cartable, s'il porte des lunettes ou qu'il est assis dans un fauteuil.
« Non seulement, les enfants ont identifié parfaitement les symboles, mais ils les ont justifiés par des généralités sur des rôles sexués traditionnels, rarement remis en question. » Par exemple, « Le travail de la mère, salarié ou domestique, est toujours estimé moins dur que celui du père », dont la fatigue en rentrant du travail est systématiquement considérée comme légitime.
La même enquête, menée auprès de 40 adultes, a porté sur la conscience des messages véhiculés par les albums. Elle montre qu’ils pensent que les livres ont un rôle secondaire dans la construction de l’imaginaire des enfants. D'ailleurs ils tiennent pour responsable de la transmission des stéréotypes la famille (toujours celle des autres). « Hommes et femmes refusent d'envisager comme du sexisme le fait qu'une tâche ridiculise un homme alors qu'elle apparaît normale pour une femme. Lorsqu'on les interroge sur la nécessité de modifier cet état de choses, les participants ont tendance à déplacer le discours sur la nécessité de modifier la situation réelle dans la famille. » On observe une résistance générale à l'idée de modifier ce type d'images dans les albums pour enfants.
« Certains hommes révèlent une grande peur de voir remettre en question, non seulement la division des rôles, mais l'identité sexuée elle-même. Vouloir modifier les albums signifie prendre la responsabilité de mieux les choisir et implique donc un effort de la part des adultes. Mais c'est aussi admettre que le sexisme n'est pas, comme certains le pensent, un fait naturel, mais l'un des modes possibles de représentation des différences sexuelles. Un mode qui souvent empêche le développement des potentialités d'un enfant. »